# Der Polizeiminister
Der Polizeiminister ist ein deutsches Dokumentarfernsehspiel aus dem Jahre 1970 von Günter Gräwert mit Ferdy Mayne in der Titelrolle des Joseph Fouché (1759–1820).

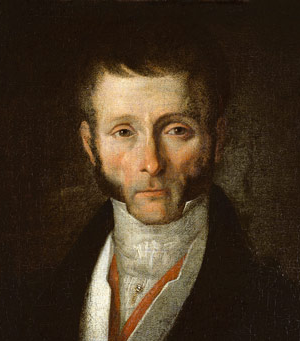
Der historische Polizeiminister Joseph Fouché (zeitgenössisches Bildnis)

## Handlung
Der Film zeichnet die einzelnen Karriere- und Lebensstationen des Polizeiministers Joseph Fouché nach. Ähnlich wie der französische Staatsmann Talleyrand, zugleich sein Zeitgenosse und wie er ein hemmungsloser Opportunist, dient Fouché in seiner wechselvollen Karriere vielen Herren. Gleich einem Chamäleon weiß er sich jedem Regime anzupassen. Der Film zeigt seinen Werdegang vom Anhänger der Französischen Revolution, der andererseits 1794 im Hintergrund an der Entmachtung und Hinrichtung des Kopfs der Revolution, Robespierre, mitwirkt. 1799 erstmals zum Polizeiminister ernannt, verhilft Fouché in entscheidender Weise Napoléon Bonaparte zu dessen Aufstieg und ist damit letztlich auch an der Wiedereinführung der Monarchie beteiligt. Unter Fouchés heimlicher Herrschaft aus dem Hintergrund heraus entwickelt sich Frankreich zum perfekten Polizei- und Überwachungsstaat.
1804 wird der zwei Jahre zuvor entlassene Fouché erneut Polizeiminister, nutzt aber dieses Amt auch, um Napoleons Krieg gegen England zu hintertreiben, was 1810 zur erneuten Absetzung als Polizeiminister führte. Später kann der zeitweilig vor Napoleon ins Ausland geflohene Fouché wieder die Gunst des Korsenkaisers erlangen, was ihn nicht daran hindert, im Jahr darauf (1814) nach dem ersten Sturz Napoleons dessen Rechtsnachfolger König Ludwig XVIII. zu unterstützen. Um sich alle Optionen offenzuhalten, laviert Fouché nach der vorübergehenden Rückkehr Napoleons 1815 (sogenannte 100-Tage-Herrschaft) und stellt sich nicht öffentlich gegen Napoleon, bis dieser bei Waterloo seine finale Niederlage erlebt. Vom König wieder ins alte Amt gehoben, erwächst jedoch in Frankreich ein beträchtlicher Widerstand gegen den hemmungslosen Opportunisten, und Fouché wird auf öffentlichen Druck hin noch im selben Jahr 1815 endgültig aus dem Amt des Polizeiministers entfernt. Seine letzten Lebensjahre verbringt er im Ausland, überwiegend in Regionen, die unter dem Schutz des Fürsten Metternich stehen. 

## Produktionsnotizen
Der Polizeiminister (Uraufführungstitel), seltener geführt unter dem Langtitel Der Polizeiminister – Joseph Fouché bedeutete für den 1933 aus Hitler-Deutschland geflohenen und seit langem naturalisierten Briten Ferdy Mayne der Einstand beim bundesrepublikanischen (Fernseh-)Film. Diese Auftragsproduktion wurde am Freitag, dem 6. November 1970 um 20.15 Uhr im ZDF ausgestrahlt, zehn Jahre darauf erfolgte eine Wiederholung im Nachtprogramm desselben Senders.
Hans Ulrich Thormann schuf das Szenenbild.

## Wissenswertes
Drehbuchautor Eckart Heinze, Pseudonym Michael Mansfeld, hatte sich im Vorjahr 1969 mit den Manuskripten zu den Dokumentarspielen Sir Basil Zaharoff – Makler des Todes und Marinemeuterei 1917 als Spezialist für Historienstoffe im deutschen Fernsehen etabliert.

## Rezeption
In der Programmzeitschrift Bild + Funk, Ausgabe 47/1970 hieß es anlässlich der Ausstrahlung auf Seite 71: „Die Wetterwendigkeit des französischen Politikers (…) hatte Michael Mansfeld (…) treffend herausgearbeitet. Ferdy Mayne verlieh dem Revolutionär prägnante Züge. Format – neben Wolfgang Büttners eindringlichem Gaillard, dem Vertrauten Fouchés – hatte auch Walter Richters Barras.“
Das große Personenlexikon des Films lobte in der Biografie Ferdy Maynes dessen „präzise(n) Darstellung des Titelhelden“.